# Ghapama
Ghapama (arménsky Ղափամա) je arménské dýňové ragú, které se často připravuje během Vánoc, jež se v Arménii slaví 6. ledna, a na Nový rok. Podávala se také při svatebních hostinách jako symbol prosperity a dlouhého společného života. Připravuje se odstraněním vnitřku dýně a jejím naplněním vařenou rýží a různými sušenými plody, jako jsou jádra vlašských ořechů, jablka, dřín, meruňky, švestky a rozinky. Běžně se pokrm také polévá směsí medu a skořicového prášku nebo cukru. Dýně se vaří, dokud nezměkne, poté se přinese ke stolu, kde se krájí a podává.

## Fotogalerie

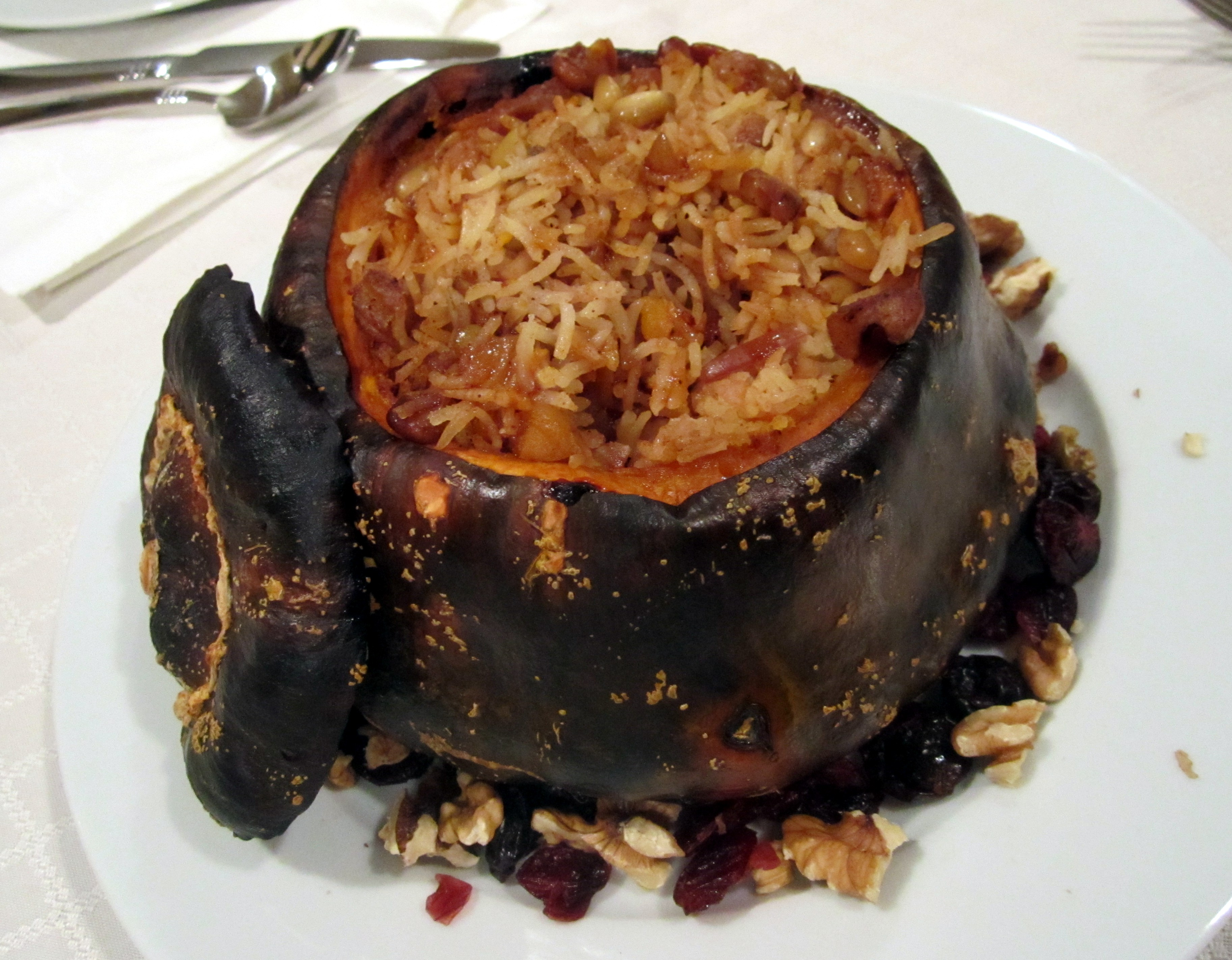
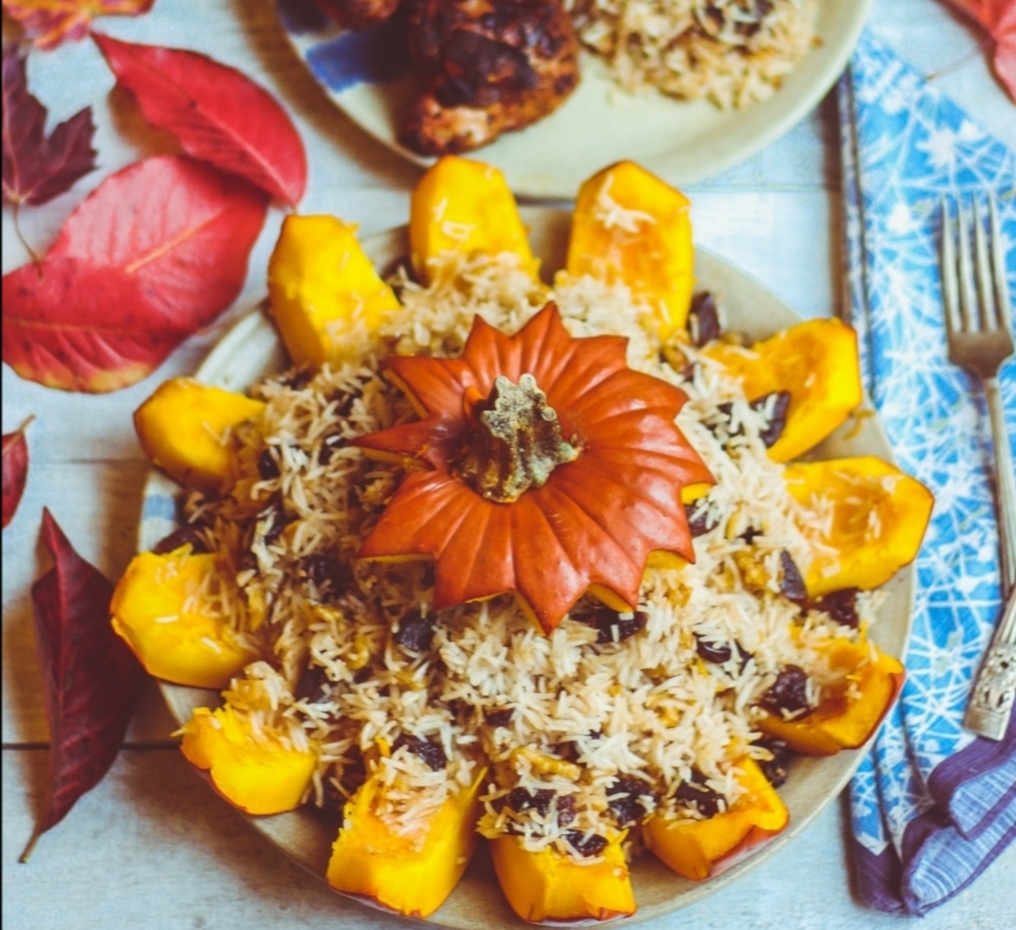